# Filmmaker (Film)
Filmmaker ist ein Dokumentarfilm des Drehbuchautors, Produzenten und Regisseurs George Lucas aus dem Jahr 1968, der die Entstehungsgeschichte des Films Liebe niemals einen Fremden von Francis Ford Coppola behandelt. Lucas, der bei Liebe niemals einen Fremden als dritter Regieassistent fungierte, übernahm zusätzlich zu den Hauptdreharbeiten die Regie und die Kameraführung von Filmmaker, der im Untertitel als „Ein Tagebuch von George Lucas“ beschrieben wird, um die Odyssee von New York nach Nebraska in einem 32-minütigen Dokumentarfilm festzuhalten.

## Handlung
Filmmaker setzt sich aus dreizehn Tagebucheinträgen zusammen, die jeweils für ein bedeutsames Entwicklungsstadium von Liebe niemals einen Fremden stehen. Der erste Eintrag ist mir „Los Angeles, 3. September 1968“ datiert und liegt somit nach dem Abschluss der Dreharbeiten. Wie auch viele Teile von Liebe niemals einen Fremden wechselt Filmmaker anschließend in die Rückblende, um die Entwicklungsgeschichte der dargestellten Personen bis zu diesem Punkt aufzuzeigen.
An einer Stelle filmt Lucas, wie Coppola seine Überzeugungskraft zum Ausdruck bringt, als er am Telefon sagt: „Ich fühle mich, als wäre ich kurz davor zu sagen: ‚Leute, springt ins Wasser. Ich mache diesen Film jetzt. Es sei denn, ihr holt die Polizei, um mich vom Dreh abzuhalten, denn ich bin nicht auf Warner Bros. angewiesen‘“ Durch die unterlegte Erzählstimme erfährt der Zuschauer, dass nach der Abreise von New York alle Männer im Filmteam kurzhaarig und bartlos sein mussten, um ein seriöses Erscheinungsbild in den verschiedenen Orten und Städten abzugeben, in denen Dreharbeiten stattfanden. Deshalb sind Lucas und Coppola in einigen Einstellungen glattrasiert zu sehen. Der Dokumentarfilm endet damit, dass Coppola die erste Rohfassung von Liebe niemals einen Fremden am 10. Oktober 1968 in Augenschein nimmt. Der Abspann verläuft über ein schwarzweißes Gruppenbild, auf dem die Mitglieder des Filmteams als kampferprobte Kriegsveteranen dargestellt werden.